# Sirah (cantante)
Sara Elizabeth Mitchell, 28 de julio de 1988, más conocida por su nombre artístico Sirah (/ˈsaɪrə/), es una rapera y cantante estadounidense de Los Ángeles. Colaboró con Skrillex en el exitoso sencillo "Bangarang".